# 미친 주부의 일기
미친 주부의 일기(Diary Of A Mad Housewife)는 미국에서 제작된 프랭크 페리 감독의 1970년 코미디, 드라마 영화이다. 리차드 벤자민 등이 주연으로 출연하였고 프랭크 페리 등이 제작에 참여하였다.

## 출연

### 주연
- 리차드 벤자민
- 프랭크 란젤라
- 캐리 스노드그레스

### 조연
- 힐다 헤이니스
- 도널드 사이밍튼
- 앨리 밀즈
- 앨리스 쿠퍼

## 제작진
- 의상: 러스 모리
- 배역: 셜리 리치